# The Way Things Go (песня)
«The Way Things Go» — песня британско-филиппинской певицы и автора-исполнителя Беатрис Кристи Илехай Лаус, более известной как Beabadoobee. Она была написана Beabadoobee и спродюсирована Джейкобом Багденом и выпущена 19 июля 2023 года на лейбле Dirty Hit в качестве отдельного сингла.

## История и релиз
Beabadoobee впервые рассказала о песне за несколько месяцев до её выхода, так как она неоднократно исполняла её во время своего европейского турне. Она анонсировала «The Way Things Go» 4 июля 2023 года, но дата выхода не была объявлена. 11 июля была объявлена официальная дата выхода песни — 18 июля 2023 года. Вместо этого песня вышла на следующий день, 19 июля.

## Композиция
Песня была описана как «воздушная, мерцающая мелодия с небольшим нахальством». Лирически песня выражает неадекватность слов во время расставания.

## Отзывы
Песня была хорошо принята критиками.
Джо Вито из Consequence назвал трек «сентиментальной акустической мелодией, передающей всю откровенную магию фирменного звучания Beabadoobee», написав, что это «простая мелодия с прекрасным резонансом», и далее написал, что песня «почти похожа на классическую акустическую балладу». Даниэль Челоски из Uproxx назвал текст песни более серьёзным и впечатляющим, чем её предыдущий сингл «Glue Song», отметив, что Beabadoobee была «зрелой и умной» в этой песне.

## Музыкальное видео
Видеоклип на песню «The Way Things Go», снятый режиссёром Якобом Эрландом, был выпущен вместе с песней. В клипе снялись Beabadoobee и продюсер песни Якоб Будген, а также несколько балетных танцоров в «богато украшенной комнате», как описывает NME.

## Чарты

### Еженедельные чарты
| Чарт (2023)                                   | Высшая позиция |
| --------------------------------------------- | -------------- |
| Новая Зеландия (RMNZ)                         | 20             |
| Великобритания, UK Singles (OCC)              | 86             |
| США, Hot Rock & Alternative Songs (Billboard) | 26             |